# I Feel for You
I Feel for You ist ein 1979 veröffentlichter Song des US-amerikanischen Musikers Prince, den er geschrieben, komponiert, arrangiert und produziert hat. Das Stück erschien auf seinem gleichnamigen Album und im Jahr 1984 brachte Chaka Khan eine kommerziell erfolgreiche Coverversion heraus.

## Entstehung
Eine erste Version von I Feel for You nahm Prince am 17. Februar 1979 in den Music Farm Studios in New York City auf. Später kürzte er die zuvor aufgenommene Version und strich zusätzliches Instrumentalspiel sowie einige allzu deutliche Liedtexte. Dann bot er den Song Patrice Rushen für ihr Album Pizzazz (1979) an, was sie aber ablehnte. Daraufhin beschloss Prince, I Feel for You auf sein gleichnamiges Studioalbum zu platzieren.

## Musik und Text
I Feel for You stammt aus den Genres Contemporary R&B und Pop und kombiniert eine einfache, aber eingängige Melodie mit einem straffen Groove. Im Instrumental-Coda wechselt der Song in einen Boogie-Modus, wobei der Fokus auf einer fast perkussiven Basslinie und Handclaps liegt. Der Liedtext handelt eher von Wollust als von Liebe gegenüber einer Frau, weswegen Prince seine Gefühle als „hauptsächlich körperlich“ beschreibt.

## Veröffentlichung
Der Song erschien erstmals am 19. Oktober 1979 in einer Länge von 3:24 Minuten auf Prince’ zweiten Studioalbum Prince bei dem Musiklabel Warner Bros. Records. Zudem ist I Feel for You auf der Prince-Kompilation The Hits/The B-Sides (1993) zu finden. Am 18. Oktober 2019 veröffentlichte The Prince Estate (Der Prince-Nachlass) eine limitierte 7″-Single von Prince’ Version, allerdings in einer akustischen Demoaufnahme, die vermutlich aus dem Dezember 1978 oder von Januar 1979 stammt.

## Coverversionen von Chaka Khan
Die Erstveröffentlichung von Chaka Khans Coverversion war im August 1984 bei dem Label Warner Bros. Records, Produzent war Arif Mardin. Im Gegensatz zur Originalversion enthält die Coverversion Rappassagen von Melle Mel sowie Bridges mit Mundharmonikaspiel von Stevie Wonder. Als B-Seite dient das Stück Chinatown. Im Oktober 1984 erschien der 5:46 Minuten lange Song I Feel for You auf Khans gleichnamigen Studioalbum.

### Musikvideo
Das Musikvideo spielt in einem US-amerikanischen Stadtviertel. Im Großteil der Handlung führt Chaka Khan mit einigen Backgroundtänzern eine Choreografie durch, dabei bedient ein Diskjockey ein Mischpult und scratcht eine Platte.

### Chartplatzierungen
I Feel for You von Chaka Khan avancierte zum Nummer-eins-Hit in Irland (2 Wochen) sowie im Vereinigten Königreich (3 Wochen). Darüber hinaus erreichte es Top-10-Platzierungen in Neuseeland (Platz 2), den Vereinigten Staaten (Platz 3), Deutschland (Platz 4), der Schweiz (Platz 6), Schweden (Platz 7), Belgien und Norwegen (je Platz 8).
| ChartsChartplatzierungen       | Höchstplatzierung | Wochen/ Monate |
| ------------------------------ | ----------------- | -------------- |
| Deutschland (GfK)              | 4 (13 Wo.)        | 13 Wo.         |
| Österreich (Ö3)                | 14 (2,5 Mt.)      | 2,5 Mt.        |
| Schweiz (IFPI)                 | 6 (9 Wo.)         | 9 Wo.          |
| Vereinigtes Königreich (OCC)   | 1 (16 Wo.)        | 16 Wo.         |
| Vereinigte Staaten (Billboard) | 3 (26 Wo.)        | 26 Wo.         |

| ChartsJahrescharts (1985)      | Platzierung |
| ------------------------------ | ----------- |
| Deutschland (GfK)              | 62          |
| Vereinigtes Königreich (OCC)   | 12          |
| Vereinigte Staaten (Billboard) | 5           |

### Auszeichnungen für Musikverkäufe
| Land/Region                  | Auszeichnungen für Musikverkäufe (Land/Region, Auszeichnung, Verkäufe) | Verkäufe  |
| ---------------------------- | ---------------------------------------------------------------------- | --------- |
| Vereinigte Staaten (RIAA)    | Platin                                                                 | 1.000.000 |
| Vereinigtes Königreich (BPI) | Gold                                                                   | 500.000   |
| Insgesamt                    | 1× Gold · 1× Platin ·                                                  | 1.500.000 |

Hauptartikel: Prince/Auszeichnungen für Musikverkäufe
Außerdem erhielt Prince 1985 als Autor für I Feel for You einen Grammy Award in der Kategorie „Grammy Award for Best R&B Song“.

## Weitere Coverversionen (Auswahl)
- 1982: The Pointer Sisters
- 1983: Mary Wells
- 1984: Rebbie Jackson
- 1996: The Flying Pickets
- 1997: Kool G Rap
- 2003: Sean Garrett
- 2008: El Caco